# كنيسة ماريانوس في جرش

كنيسة ماريانوس

بنيت كنيسة ماريانوس عام 570 ميلادي، لربما لتكون بمثابة مصلى جنائزي لعشرات المقابر المحيطة بها، والآن أعيد دفن أرضيتها الفسيفسائية للحماية. وقد بقيت قيد الاستخدام حتى القرن الثامن الميلادي، عند الطائفة المسيحية التي عاشت بسلام في جرش.
تمت أولى الحفريات عن هذه الكنيسة من قبل الفريق البولندي عام 1982 م وضم كل من M. Gawlikowski, T. Scholl, Antoni.
تتميز الكنيسة بتصميمها البسيط للغاية، حيث تتألف من صحن واحد ومدخل رئيسي يربط بين عمان (فيلادلفيا) وجرش (جرش)، وتحيط بها عدة مقابر تحت الأرض يعود تاريخها إلى القرنين الأول والثاني الميلاديين.